# 沙里 (安省)
沙里（法語：Charix，法語發音：[ʃaʁi]）是法国东部安省的一个市镇，属于楠蒂阿区。

## 地理
沙里（46°11'0"N, 5°41'3"E）面积18.27 平方千米，位于法国奥弗涅-罗讷-阿尔卑斯大区安省，该省份为法国东部省份，北起汝拉省，西北接索恩-卢瓦尔省，西接罗讷省和里昂大都会，南至伊泽尔省，东与萨瓦省、上萨瓦省和瑞士接壤。
与沙里接壤的市镇（或旧市镇、城区）包括：阿普勒蒙、埃沙隆、楠蒂阿、莱内罗勒、奥约纳、普拉涅、勒普瓦扎-拉莱里亚、圣日耳曼德茹。

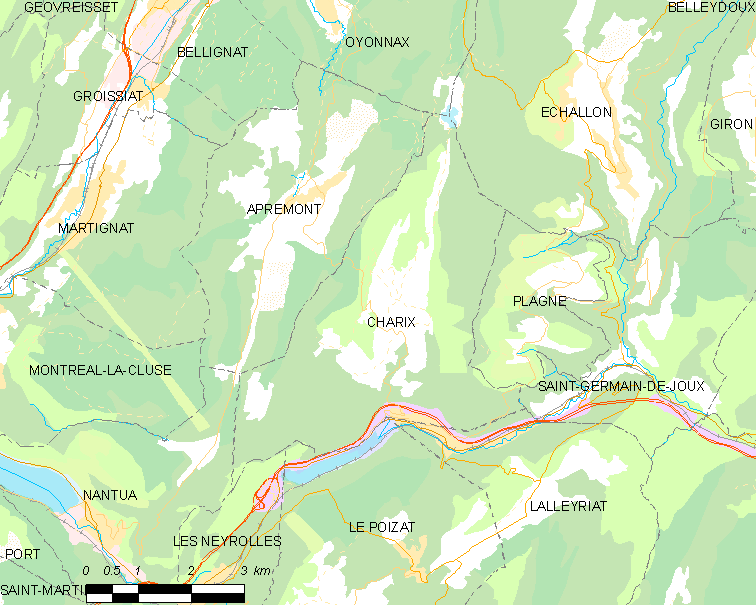
的OSM定位图

沙里的时区为UTC+01:00、UTC+02:00（夏令时）。

## 行政
沙里的邮政编码为01130，INSEE市镇编码为01087。

## 政治
沙里所属的省级选区为楠蒂阿县。

## 人口

1962-2008年间人口变化图示

沙里于2022年1月1日时的人口数量为280人。